# Göppmannsbühl am Bach
Göppmannsbühl am Bach ist ein Gemeindeteil der Gemeinde Speichersdorf im Landkreis Bayreuth (Oberfranken, Bayern). Göppmannsbühl am Bach liegt in der Gemarkung Haidenaab.
Das Dorf liegt etwa 2,5 km nordöstlich des Kernortes Speichersdorf an dem am nördlichen und östlichen Ortsrand fließenden Tauritzbach, einem rechten Zufluss der Haidenaab. Es ist mit dem Nachbarort Göppmannsbühl am Berg baulich verbunden. Beide Orte werden im Sprachgebrauch oft zu Göppmannsbühl zusammengefasst.
Die Kreisstraße BT 18 verbindet den Ort mit Göppmannsbühl am Berg und der weiter südlich verlaufenden Bundesstraße 22.
Der ehemalige Gemeindeteil von Haidenaab wurde im Zuge der Gebietsreform in Bayern am 1. Januar 1972 nach Speichersdorf eingegliedert.